# Окьери, Фрэнк
Фрэнк Амоани Окьери (англ. Frank Amoani Okyere; род. 9 июля 2009) — ганский футболист, полузащитник клуба «Нейшнс».

## Клубная карьера
Является воспитанником ганского клуба «Нейшнс». В его составе впервые сыграл 16 апреля 2023 года в матче первого дивизиона против «Асекема», появившись на поле на 63-й минуте встречи. По итогам сезона клуб вышел в ганскую премьер-лигу, заняв первое место в турнирной таблице. 27 апреля 2024 года дебютировал в чемпионате Ганы с «Бибиани Голд Старз», появившись на поле на 87-й минуте встречи.

## Клубная статистика
| Выступление      | Выступление      | Выступление      | Лига | Лига | Кубки | Кубки | Конт. кубки | Конт. кубки | Итого | Итого |
| Клуб             | Лига             | Сезон            | Игры | Голы | Игры  | Голы  | Игры        | Голы        | Игры  | Голы  |
| ---------------- | ---------------- | ---------------- | ---- | ---- | ----- | ----- | ----------- | ----------- | ----- | ----- |
| Нейшнс           | Первый дивизион  | 2022/23          | 6    | 2    | 0     | 0     | 0           | 0           | 6     | 2     |
| Нейшнс           | Премьер-лига     | 2023/24          | 1    | 0    | 0     | 0     | 0           | 0           | 1     | 0     |
| Нейшнс           | Итого            | Итого            | 7    | 2    | 0     | 0     | 0           | 0           | 7     | 2     |
| Всего за карьеру | Всего за карьеру | Всего за карьеру | 7    | 2    | 0     | 0     | 0           | 0           | 7     | 2     |